# Amoea latipennis
Amoea latipennis är en insektsart som först beskrevs av Navás 1912.  Amoea latipennis ingår i släktet Amoea och familjen fjärilsländor. Inga underarter finns listade i Catalogue of Life.